# 克伦布茨
克伦布茨是德国梅克伦堡-前波莫瑞州的一个市镇。总面积39.06平方公里，总人口918人，其中男性477人，女性441人（2011年12月31日），人口密度24人/平方公里。